# Corrientes (stacja metra)
Corrientes – stacja metra w Buenos Aires, na linii H. Znajduje się pomiędzy stacją Once, a planowaną stacją Córdoba. Została oddana do użytku 6 grudnia 2010.